# Warscewiczia coccinea
Warscewiczia coccinea là một loài thực vật có hoa trong họ Thiến thảo. Loài này được Klotzsch miêu tả khoa học đầu tiên năm 1853.